# Sammlerzeichen

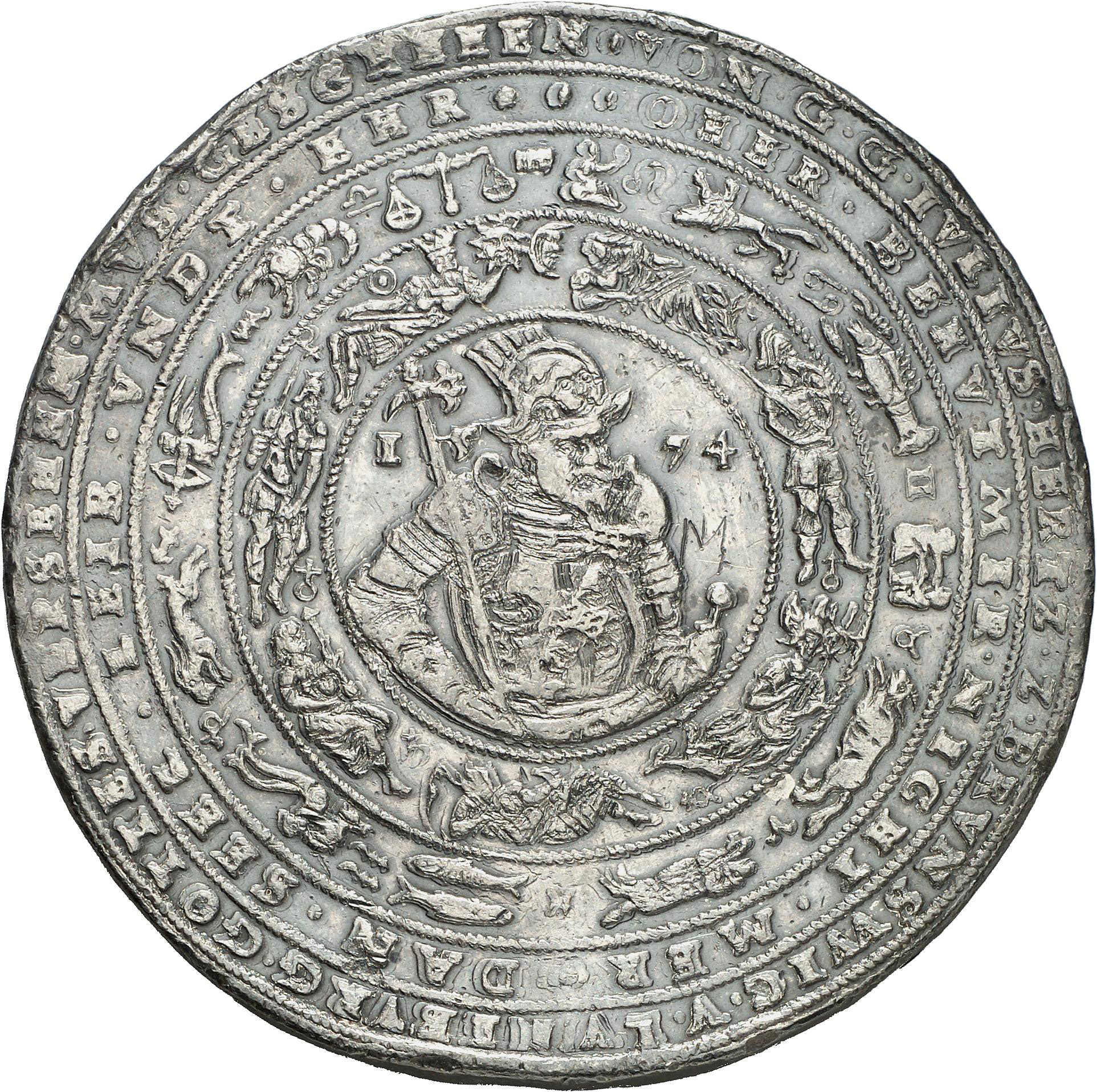
Juliuslöser zu 10 Talern von 1574. Rechts im Feld ist ein Sammlerzeichen „MI“ ligiert eingeritzt.

Sammlerzeichen sind auf Münzen und Medaillen  eingeschlagene gravierte oder eingeritzte Zeichen in Form von Buchstaben, eines Monogramms oder Wappens. Die Zeichen sollten das persönliche Eigentum des Sammlers kenntlich machen. Besonders im Verlauf des 16. und 17. Jahrhunderts sind diese Zeichen auf wertvollen und seltenen Geprägen zu finden. Verwendet wurden sie bis ins 19. Jahrhundert, jedoch erfolgte die Kennzeichnung dann meist nur noch in Tinte oder Tusche, ohne das Münzfeld einzuritzen oder Einschläge zu hinterlassen.
Bekannt sind etwa zwanzig Sammlerzeichen von Inhabern bedeutender Münzsammlungen, wie zum Beispiel das allerdings umstrittene der Königin Christine von Schweden (1632–1654) in der Gestalt eines bekrönten „C“ sowie von Emeryk Hutten-Czapski (Krakau) und G. I. Lisenko (St. Petersburg).
In der heutigen Zeit gelten Münzen und Medaillen mit Sammlerzeichen als wertgemindert und in der Erhaltung beeinträchtigt, besonders dann, wenn die Kennzeichnung des Gepräges historisch unbedeutend ist.